# Thích Trí Thủ
Thích Trí Thủ (tên khai sinh Nguyễn Văn Kính, 1909 – 1984) là một tu sĩ Phật giáo Việt Nam, là một trong những người đi đầu trong công cuộc xúc tiến quá trình thống nhất nền Phật giáo Việt Nam sau chiến tranh, khi Giáo hội Phật giáo Việt Nam được thành lập, thống nhất từ các tổ chức Phật giáo riêng lẻ, ông đã được bầu làm Chủ tịch Hội đồng Trị sự đầu tiên của giáo hội này.

## Tiểu sử
Nguyễn Văn Kính sinh ngày 1 tháng 11 năm 1909, tại làng Trung Kiên, huyện Triệu Phong, tỉnh Quảng Trị; xuất thân từ dòng họ từng có nhiều vị hòa thượng, thiền sư nổi tiếng.
Xuất thân từ gia đình mộ đạo Phật, từ nhỏ Nguyễn Văn Kính đã đọc, viết thành thạo các bài kinh nhật tụng. Năm 14 tuổi, ông theo bác ruột học kinh Phật ở chùa Hải Đức, Huế. Năm 17 tuổi, ông được Bổn sư Viên Thành nhận làm đệ tử tại chùa Tra Am, Huế; pháp danh Tâm Như, pháp tự Đạo Giám nối pháp đời thứ 43 của thiền tông Lâm Tế. Năm 20 tuổi, ông thọ giới Sadi tại chùa Từ Vân (Đà Nẵng), được bổn sư Viên Thành ban pháp hiệu là Thích Trí Thủ, với ý khen tặng chữ Thủ nghĩa là đứng đầu.
Năm 23 tuổi, sau hai năm để tang bổn sư Viên Thành, Thích Trí Thủ cùng các pháp lữ tới chùa Thập Tháp (Bình Định) tham học với Hòa thượng Phước Huệ; học xong, ông làm giáo thọ tại trường Phật học Phổ Thiên tại Đà Nẵng.
Sau ông về Huế cùng đồng học tại chùa Thập Tháp ngày trước tổ chức trường Phật học tại chùa Tây Thiên, mời hòa thượng Phước Huệ, Giác Nhiên về giảng dạy, đồng thời mời các nhân sĩ trí thức như Lê Đình Thám, Nguyễn Khoa Toàn, Cao Xuân Huy,... dạy các môn văn hóa theo trình độ đại học. Trong thời gian này ông cũng giảng dạy đồng thời tại các cơ sở Phật học khác như Hội Phật học Huế, lớp Trung đẳng Phật học (cũng mở tại chùa Tây Thiên), trường Tiểu học Phật giáo (tại chùa Báo Quốc).
Năm 1938, tốt nghiệp trường Phật học Tây Thiên, ông về trụ trì chùa Ba La Mật nhưng vẫn tiếp tục công việc giảng dạy cho hội và các trường Phật học.
Sau pháp nạn 1963, Giáo hội Phật giáo Việt Nam thống nhất ra đời, Thích Trí Thủ nắm giữ Tổng vụ Hoằng pháp; hoằng pháp và giáo dục tăng ni là mối quan tâm hàng đầu của ông, Thích Trí Thủ đã mở ba đại hội hoằng pháp: một tại Phật học viện Nha Trang, một tại chùa Xá Lợi (Sài Gòn) và một tại chùa Ấn Quang (Chợ Lớn).
Sau khi Việt Nam được thống nhất, ông đã liên hệ với lãnh đạo các hệ phái và tổ chức Phật giáo tại Việt Nam để xúc tiến việc thống nhất Phật giáo Việt Nam. Năm 1981, sau khi Giáo hội Phật giáo Việt Nam được thành lập, ông đắc cử Chủ tịch Hội đồng Trị sự Trung ương Giáo hội Phật giáo Việt Nam.
Ông qua đời vào ngày 2 tháng 4 năm 1984 tại Quảng Hương Già Lam.